# Блондель, Лукас
Лу́кас Бло́ндель (исп. Lucas Blondel; род. 14 сентября 1996, Буэнос-Айрес) — аргентинский и швейцарский футболист, атакующий полузащитник клуба «Бока Хуниорс» и сборной Швейцарии.

## Клубная карьера
Блондель — воспитанник клуба «Атлетико Рафаэла». 3 июня 2016 года в поединке Кубка Аргентины против «Феррокарриль Оэсте» Лукас дебютировал за основной состав. 1 мая 2017 года в матче против «Олимпо» он дебютировал в аргентинской Примере. По итогам сезона клуб вылетел из элиты, но игрок остался в команде. 18 февраля 2018 года в поединке против «Феррокарриль Оэсте» Лукас забил свой первый гол за «Атлетико Рафаэла». 
В 2021 году Блондель перешёл в «Тигре». 23 марта в матче против «Депортиво Риестра» он дебютировал за новую команду. 10 июня в поединке против «Эстудиантес Касерос» Лукас забил свой первый гол за «Тигре». По итогам сезона игрок помогает команде выйти в элиту.
Летом 2023 года Блондель перешёл в «Бока Хуниорс». В матче против «Платенсе» он дебютировал за новый клуб. 19 сентября в поединке против «Сентраль Кордова» Лукас забил свой первый гол за «Бока Хуниорс». 